# Marcus Holmgren Pedersen
Marcus Holmgren Pedersen (Hammerfest, 2000. július 16. –) norvég válogatott labdarúgó, az olasz Torino hátvéde kölcsönben a holland Feyenoord csapatától.

## Pályafutása

### Klubcsapatokban
Pedersen a norvégiai Hammerfest városában született. Az ifjúsági pályafutását a helyi HIF/Stein csapatában kezdte, majd a Tromsø akadémiájánál folytatta.
2018-ban mutatkozott be a Tromsø első osztályban szereplő felnőtt csapatában. 2020-ban a Moldéhez igazolt. 2021. július 1-jén ötéves szerződést kötött a holland első osztályban érdekelt Feyenoord együttesével. Először a 2021. augusztus 15-ei, Willem II ellen 4–0-ra megnyert mérkőzésen lépett pályára. Első gólját 2023. február 18-án, az AZ Alkmaar ellen hazai pályán 2–1-es győzelemmel zárult találkozón szerezte meg. A 2023–24-esben a Sassuolónál, majd a 2024–25-ös szezonban a Torinónál szerepelt kölcsönben.

### A válogatottban
Pedersen az U19-es és az U21-es korosztályú válogatottakban is képviselte Norvégiát.
2021-ben debütált a felnőtt válogatottban. Először a 2021. szeptember 1-jei, Hollandia ellen 1–1-es döntetlennel zárult VB-selejtezőn lépett pályára.

## Statisztikák
2024. augusztus 10. szerint
| Klub                  | Szezon   | Osztály     | Bajnokság | Bajnokság | Kupa  | Kupa | Nemzetközi | Nemzetközi | Összesen | Összesen |
| Klub                  | Szezon   | Osztály     | Meccs     | Gól       | Meccs | Gól  | Meccs      | Gól        | Meccs    | Gól      |
| --------------------- | -------- | ----------- | --------- | --------- | ----- | ---- | ---------- | ---------- | -------- | -------- |
| Tromsø                | 2018     | Eliteserien | 2         | 0         | 0     | 0    | —          | —          | 2        | 0        |
| Tromsø                | 2019     | Eliteserien | 17        | 0         | 2     | 0    | —          | —          | 19       | 0        |
| Molde                 | 2020     | Eliteserien | 21        | 2         | 0     | 0    | 10         | 1          | 31       | 3        |
| Molde                 | 2021     | Eliteserien | 7         | 0         | 0     | 0    | —          | —          | 7        | 0        |
| Feyenoord             | 2021–22  | Eredivisie  | 30        | 0         | 1     | 0    | 16         | 0          | 47       | 0        |
| Feyenoord             | 2022–23  | Eredivisie  | 29        | 1         | 5     | 0    | 7          | 0          | 41       | 1        |
| Feyenoord             | 2024–25  | Eredivisie  | 1         | 0         | 0     | 0    | 0          | 0          | 1        | 0        |
| Sassuolo (kölcsönben) | 2023–24  | Serie A     | 28        | 0         | 2     | 0    | —          | —          | 30       | 0        |
| Torino (kölcsönben)   | 2024–25  | Serie A     | 0         | 0         | 0     | 0    | —          | —          | 0        | 0        |
| Összesen              | Összesen | Összesen    | 135       | 3         | 10    | 0    | 33         | 1          | 178      | 4        |

### A válogatottban
| Válogatott | Év       | Pályára lépés | Gól |
| ---------- | -------- | ------------- | --- |
| Norvégia   | 2021     | 7             | 0   |
| Norvégia   | 2022     | 9             | 0   |
| Norvégia   | 2023     | 5             | 0   |
| Norvégia   | 2024     | 2             | 0   |
| Összesen   | Összesen | 23            | 0   |

## Sikerei, díjai
Molde
- Eliteserien
  - Ezüstérmes (1): 2020

Feyenoord
- Eredivisie
  - Bajnok (1): 2022–23

- Holland Szuperkupa
  - Győztes (1): 2024
  - Döntős (1): 2023

- UEFA Konferencia Liga
  - Ezüstérmes (1): 2021–22